# Чемпионат мира по футболу 2002 (отборочный турнир, УЕФА, группа 2)
Группа 2 отборочного турнира зоны УЕФА к чемпионату мира 2002 года состояла из шести команд: Андорры, Кипра, Эстонии, Нидерландов, Португалии и Ирландии. Матчи в группе проходили с 16 августа 2000 года по 6 октября 2001 года.
Сборная Португалии, бронзовый призёр чемпионата Европы 2000 года, впервые с 1986 года вышла на чемпионат мира, выиграв группу и не потерпев ни одного поражения. Сборная Ирландии заняла 2-е место и прошла в межконтинентальные стыковые матчи. Сборная Нидерландов, также бронзовый призёр чемпионата Европы 2000 года и занявшая на чемпионате мира 1998 года 4-е место, неожиданно не квалифицировалась на чемпионат мира, лишившись последних теоретических шансов за тур до окончания квалификации (последний раз Нидерланды не участвовали в чемпионате мира в 1986 году). Андорра, дебютировав в отборе к чемпионату мира, проиграла все 10 матчей.

## Результаты
| Итоговое положение | Итоговое положение | Итоговое положение | Итоговое положение | Итоговое положение | Итоговое положение | Итоговое положение | Итоговое положение | Итоговое положение | Итоговое положение |  |                 |               |                  |              |            |              |  | Дома | Дома | Дома | Дома | Дома | Дома | Дома | В гостях | В гостях | В гостях | В гостях | В гостях | В гостях | В гостях |
| Место              | Команда            | И                  | В                  | Н                  | П                  | ГЗ                 | ГП                 | ГР                 | О                  |  | Флаг Португалии | Флаг Ирландии | Флаг Нидерландов | Флаг Эстонии | Флаг Кипра | Флаг Андорры |  | И    | В    | Н    | П    | ГЗ   | ГП   | О    | И        | В        | Н        | П        | ГЗ       | ГП       | О        |
| 1.                 | Португалия         | 10                 | 7                  | 3                  | 0                  | 33                 | 7                  | +26                | 24                 |  | -               | 1-1           | 2-2              | 5-0          | 6-0        | 3-0          |  | 5    | 3    | 2    | 0    | 17   | 3    | 11   | 5        | 4        | 1        | 0        | 16       | 4        | 13       |
| 2.                 | Ирландия           | 10                 | 7                  | 3                  | 0                  | 23                 | 5                  | +18                | 24                 |  | 1-1             | -             | 1-0              | 2-0          | 4-0        | 3-1          |  | 5    | 4    | 1    | 0    | 11   | 2    | 13   | 5        | 3        | 2        | 0        | 12       | 3        | 11       |
| 3.                 | Нидерланды         | 10                 | 6                  | 2                  | 2                  | 30                 | 9                  | +21                | 20                 |  | 0-2             | 2-2           | -                | 5-0          | 4-0        | 4-0          |  | 5    | 3    | 1    | 1    | 15   | 4    | 10   | 5        | 3        | 1        | 1        | 15       | 5        | 10       |
| 4.                 | Эстония            | 10                 | 2                  | 2                  | 6                  | 10                 | 26                 | -16                | 8                  |  | 1-3             | 0-2           | 2-4              | -            | 2-2        | 1-0          |  | 5    | 1    | 1    | 3    | 6    | 11   | 4    | 5        | 1        | 1        | 3        | 4        | 15       | 4        |
| 5.                 | Кипр               | 10                 | 2                  | 2                  | 6                  | 13                 | 31                 | -18                | 8                  |  | 1-3             | 0-4           | 0-4              | 2-2          | -          | 5-0          |  | 5    | 1    | 1    | 3    | 8    | 13   | 4    | 5        | 1        | 1        | 3        | 5        | 18       | 4        |
| 6.                 | Андорра            | 10                 | 0                  | 0                  | 10                 | 5                  | 36                 | -31                | 0                  |  | 1-7             | 0-3           | 0-5              | 1-2          | 2-3        | -            |  | 5    | 0    | 0    | 5    | 4    | 20   | 0    | 5        | 0        | 0        | 5        | 1        | 16       | 0        |

## Матчи
| Эстония                | 1:0   | Андорра |
| ---------------------- | ----- | ------- |
| Мартин Рейм 66′ (пен.) | Отчёт |         |

| Андорра                                    | 2:3   | Кипр                                                        |
| ------------------------------------------ | ----- | ----------------------------------------------------------- |
| Эмилиано Гонсалес 45′ · Ильдефонс Лима 52′ | Отчёт | Михалис Константину 25′ (пен.), 90′ · Мариос Агатоклеус 77′ |

| Нидерланды                                      | 2:2   | Ирландия                            |
| ----------------------------------------------- | ----- | ----------------------------------- |
| Джеффри Талан 71′ · Джованни ван Бронкхорст 84′ | Отчёт | Робби Кин 21′ · Джейсон Макатир 65′ |

| Эстония         | 1:3   | Португалия                                           |
| --------------- | ----- | ---------------------------------------------------- |
| Андрес Опер 83′ | Отчёт | Руй Кошта 15′ · Луиш Фигу 49′ · Рикарду Са Пинту 57′ |

| Андорра                 | 1:2   | Эстония                           |
| ----------------------- | ----- | --------------------------------- |
| Хусто Руис 90+1′ (пен.) | Отчёт | Мартин Рейм 55′ · Андрес Опер 65′ |

| Кипр | 0:4   | Нидерланды                                                         |
| ---- | ----- | ------------------------------------------------------------------ |
|      | Отчёт | Кларенс Зеедорф 69′, 78′ · Марк Овермарс 82′ · Патрик Клюйверт 90′ |

| Португалия           | 1:1   | Ирландия         |
| -------------------- | ----- | ---------------- |
| Сержиу Консейсау 57′ | Отчёт | Мэтт Холланд 73′ |

| Ирландия                            | 2:0   | Эстония |
| ----------------------------------- | ----- | ------- |
| Марк Кинселла 25′ · Ричард Данн 51′ | Отчёт |         |

| Нидерланды | 0:2   | Португалия                               |
| ---------- | ----- | ---------------------------------------- |
|            | Отчёт | Сержиу Консейсау 11′ · Педру Паулета 44′ |

| Кипр                                                                                               | 5:0   | Андорра |
| -------------------------------------------------------------------------------------------------- | ----- | ------- |
| Яннис Оккас 10′, 18′ · Мариос Агатоклеус 43′ · Мариос Христодулу 73′ · Миленко Шполярич 90′ (пен.) | Отчёт |         |

| Португалия                            | 3:0    | Андорра |
| ------------------------------------- | ------ | ------- |
| Луиш Фигу 1′, 49′ · Педру Паулета 36′ | Report |         |

| Кипр | 0:4   | Ирландия                                                |
| ---- | ----- | ------------------------------------------------------- |
|      | Отчёт | Рой Кин 32′, 88′ · Иан Харт 42′ (пен.) · Гари Келли 80′ |

| Андорра | 0:5   | Нидерланды                                                                                           |
| ------- | ----- | --- |
|         | Отчёт | Патрик Клюйверт 9′ · Джимми Флойд Хассельбайнк 36′ · Пьер ван Хойдонк 61′, 70′ · Марк ван Боммел 84′ |

| Андорра | 0:3   | Ирландия                                                  |
| ------- | ----- | --------------------------------------------------------- |
|         | Отчёт | Иан Харт 33′ (пен.) · Кевин Килбэн 76′ · Мэтт Холланд 80′ |

| Кипр                                      | 2:2   | Эстония                             |
| ----------------------------------------- | ----- | ----------------------------------- |
| Михалис Константину 47′ · Яннис Оккас 64′ | Отчёт | Марко Кристал 76′ · Райо Пийроя 78′ |

| Португалия                                 | 2:2   | Нидерланды                                                 |
| ------------------------------------------ | ----- | ---------------------------------------------------------- |
| Педру Паулета 83′ · Луиш Фигу 90+1′ (пен.) | Отчёт | Джимми Флойд Хассельбайнк 18′ (пен.) · Патрик Клюйверт 48′ |

| Ирландия                                             | 3:1   | Андорра            |
| ---------------------------------------------------- | ----- | ------------------ |
| Кевин Килбэн 33′ · Марк Кинселла 36′ · Гари Брин 73′ | Отчёт | Ильдефонс Лима 31′ |

| Нидерланды                                                                                      | 4:0   | Кипр |
| ----------------------------------------------------------------------------------------------- | ----- | ---- |
| Джимми Флойд Хассельбайнк 29′ · Марк Овермарс 35′ · Патрик Клюйверт 44′ · Руд ван Нистелрой 81′ | Отчёт |      |

| Ирландия    | 1:1   | Португалия    |
| ----------- | ----- | ------------- |
| Рой Кин 68′ | Отчёт | Луиш Фигу 78′ |

| Эстония                               | 2:4   | Нидерланды                                                                |
| ------------------------------------- | ----- | ------------------------------------------------------------------------- |
| Андерс Опер 65′ · Индрек Зелински 76′ | Отчёт | Райо Пийроя 68′ (авт.) · Руд ван Нистелрой 83′, 90′ · Патрик Клюйверт 90′ |

| Эстония | 0–2   | Ирландия                          |
| ------- | ----- | --------------------------------- |
|         | Отчёт | Ричард Данн 8′ · Мэтт Холланд 38′ |

| Португалия                                                            | 6–0   | Кипр |
| --------------------------------------------------------------------- | ----- | ---- |
| Педру Паулета 36′, 70′ · Педру Барбоза 55′, 60′ · Жоао Пинту 76′, 81′ | Отчёт |      |

| Эстония                                   | 2:2   | Кипр                         |
| ----------------------------------------- | ----- | ---------------------------- |
| Индрек Зелински 51′ · Евгений Новиков 86′ | Отчёт | Михалис Константину 39′, 69′ |

| Ирландия            | 1:0   | Нидерланды |
| ------------------- | ----- | ---------- |
| Джейсон Макатир 68′ | Отчёт |            |

| Андорра           | 1–7   | Португалия                                                                               |
| ----------------- | ----- | ---------------------------------------------------------------------------------------- |
| Роберто Жонас 42′ | Отчёт | Нуну Гомеш 36′, 40′, 45′, 90′ · Педру Паулета 39′ · Руй Жорже 45′ · Сержиу Консейсау 58′ |

| Нидерланды                                                                               | 5:0   | Эстония |
| ---------------------------------------------------------------------------------------- | ----- | ------- |
| Будевейн Зенден 16′ · Марк ван Боммел 26′, 39′ · Филлип Коку 32′ · Руд ван Нистелрой 43′ | Отчёт |         |

| Кипр                    | 1:3   | Португалия                                                |
| ----------------------- | ----- | --------------------------------------------------------- |
| Михалис Константину 25′ | Отчёт | Нуну Гомеш 48′ · Педру Паулета 64′ · Сержиу Консейсау 71′ |

| Португалия                                                               | 5:0   | Эстония |
| ------------------------------------------------------------------------ | ----- | ------- |
| Жоао Пинту 30′ · Нуну Гомеш 50′, 65′ · Педру Паулета 59′ · Луиш Фигу 80′ | Отчёт |         |

| Ирландия                                                        | 4:0   | Кипр |
| --------------------------------------------------------------- | ----- | ---- |
| Иан Харт 3′ · Нилл Куинн 11′ · Дэвид Коннолли 63′ · Рой Кин 67′ | Отчёт |      |

| Нидерланды                                                                    | 4:0   | Андорра |
| ----------------------------------------------------------------------------- | ----- | ------- |
| Пьер ван Хойдонк 3′ (пен.) · Кларенс Зеедорф 45′ · Руд ван Нистелрой 53′, 89′ | Отчёт |         |

## Бомбардиры
8 голов
| - Педру Паулета |

7 голов
| - Нуну Гомеш |

6 голов
| - Михалис Константину | - Руд ван Нистелрой | - Луиш Фигу |

5 голов
| - Патрик Клюйверт |

4 гола
| - Рой Кин | - Сержиу Консейсау |

3 гола
| - Яннис Оккас - Андрес Опер - Иан Харт | - Мэтт Холланд - Джимми Флойд Хассельбайнк - Кларенс Зеедорф | - Марк ван Боммел - Пьер ван Хойдонк - Жуан Виейра Пинту |

2 гола
| - Ильдефонс Лима Сола - Мариос Агатоклеус - Мартин Рейм - Индрек Зелински | - Ричард Данн - Кевин Килбэн - Марк Кинселла - Джейсон Макатир | - Марк Овермарс - Педру Барбоза |

1 гол
| - Эмилиано Гонсалес Наверо - Роберто Жонас - Хусто Руис Гонсалес - Мариос Христодулу - Миленко Шполярич - Марко Кристал - Евгений Новиков | - Райо Пийроя - Гари Брин - Дэвид Коннолли - Робби Кин - Гэри Келли - Нилл Куинн - Филлип Коку | - Джеффри Талан - Джованни ван Бронкхорст - Будевейн Зенден - Руй Жорже - Руй Кошта - Рикарду Са Пинту |

Автоголы
| - Райо Пийроя (противник — Нидерланды) |

## Рекорды
- Лучшим бомбардиром группы стал португалец Педру Паулета с 8 мячами, разделивший в общем зачёте УЕФА 3-е место с несколькими другими бомбардирами.
- Сборная Нидерландов впервые с 1986 года пропустила чемпионат мира: первенство мира в Корее и Японии стало 10-м по счёту первенством без участия Нидерландов[1]. Фактически это произошло 1 сентября 2001 года после поражения от Ирландии в гостях 0:1[2], математически — 5 сентября после победы Португалии над Кипром в параллельном матче[3].
- 11 октября 2000 года сборная Нидерландов впервые за 16 лет проиграла на своём поле, уступив португальцам со счётом 0:2[4][5]. Проиграв через год домашний матч Ирландии (0:1), сборная Нидерландов в течение следующих 34 матчей в рамках отборочных турниров к чемпионатам мира не терпела поражений[6].
- Из пяти номинальных «домашних» матчей три матча сборная Андорры провела в Испании — один на стадионе Камп д’Эспортс[англ.] в Льейде и два на барселонском Мини Эстади.